# Болгарська православна церква
Болга́рська правосла́вна це́рква (болг. Българска православна църква, трансліт. Balgarska pravoslavna tsarkva; церк.-слов. Болга́рскаѧ правосла́внаѧ цр҃ковь; також Правосла́вна це́рква Болга́рії), юридично Болга́рський патріарха́т (болг. Българска патриаршия, трансліт. Balgarska patriarshiya; Патріарха́т Болга́рії) — автокефальна помісна православна церква, що має 8-ме місце в диптиху автокефальних помісних церков. Використовує у своїй літургії візантійський обряд, болгарську, церковнослов'яську мови та новоюліанський календар, вона є частиною Східного християнства.
Це найстаріша слов'янська православна церква, де в Болгарії налічується близько 6 мільйонів членів, а в ряді держав — Америки, Євразії й Океанії — від 1,5 до 2 мільйонів. Вона була визнана автокефальною в 1945 році Вселенським Константинопольським патріархатом.

## Історія

### Раннє християнство

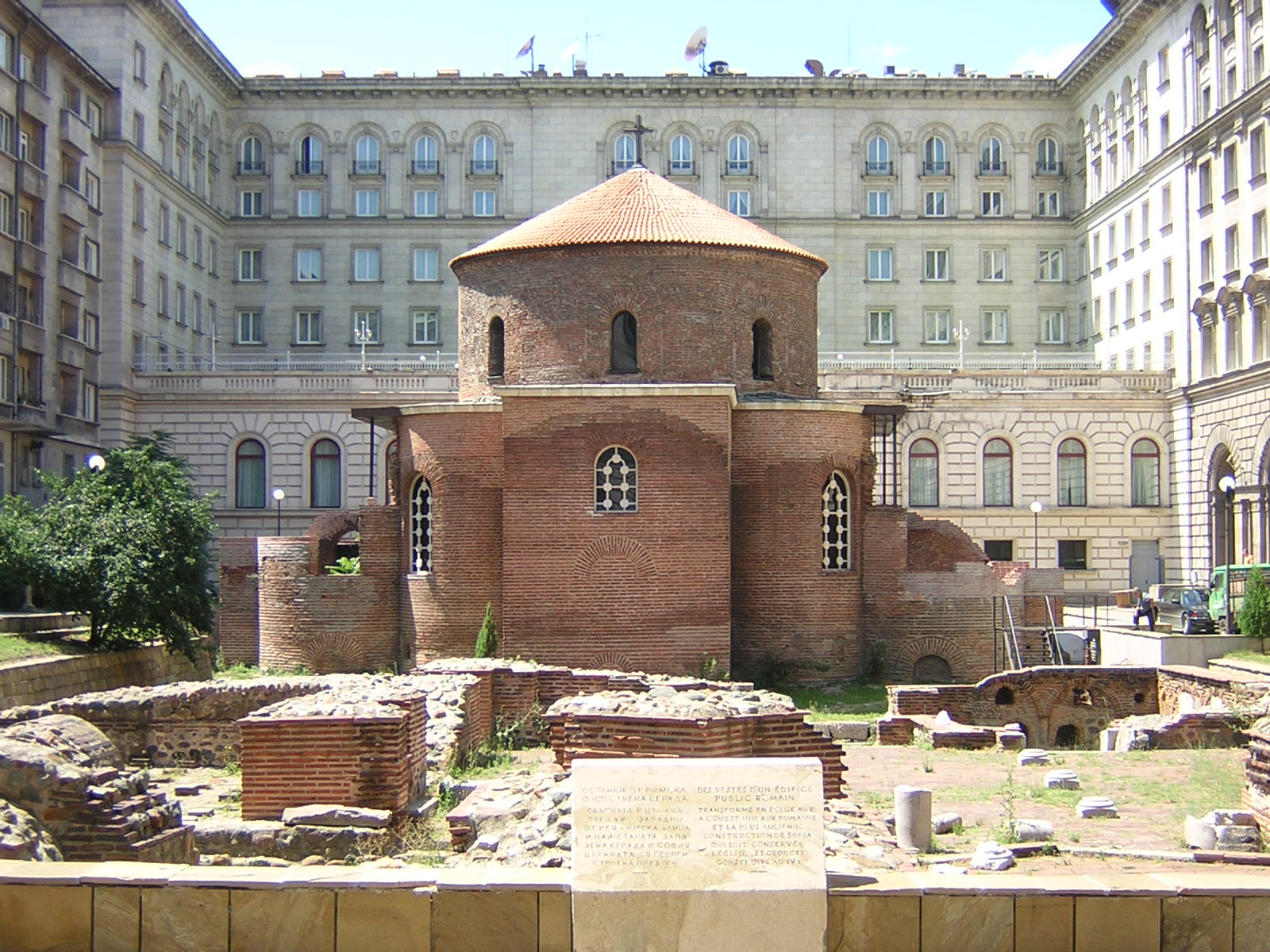
Церква св. Георгія Ротонди (IV ст. Н. Е.), Софія

Болгарська православна церква бере свій початок у процвітаючих християнських громадах і церквах, створених на Балканах ще в перші століття християнської ери. Християнство було занесено на Балкани апостолами Павлом та Андрієм у 1 столітті нашої ери, коли були утворені перші організовані християнські громади. На початку IV століття християнство стало домінуючою релігією в регіоні. Такі міста, як Сердика (Софія), Філіпополіс (Пловдив), Одес (Варна), Доросторум (Силістра) та Адріанополь (Одрин) були важливими центрами християнства в Римській імперії.
Монастир Святого Атанасія, перший християнський монастир у Європі, був заснований у Тракії в 344 році Атанасієм поблизу сучасного міста Чирпан, Болгарія, після Сердицького собору та Сердицького указу..
Набіги та набіги варварів у IV і V століттях та поселення слов'ян та булгар у VI та VII століттях завдали значної шкоди церковній організації християнської церкви на болгарських землях, проте не знищили її. Кубрат і Органа були охрещені разом у Константинополі, і християнство почало прокладати шлях від вцілілих християнських громад до навколишньої булгарсько-слов'янської маси. До середини 9 століття більшість болгарських слов'ян, особливо мешканців Тракії та Македонії, були християнізовані. Процес навернення також мав певний успіх серед булгарської знаті. Лише до офіційного прийняття християнства ханом Борисом I у 865 р. було створено незалежну болгарську церковну структуру.

### Створення

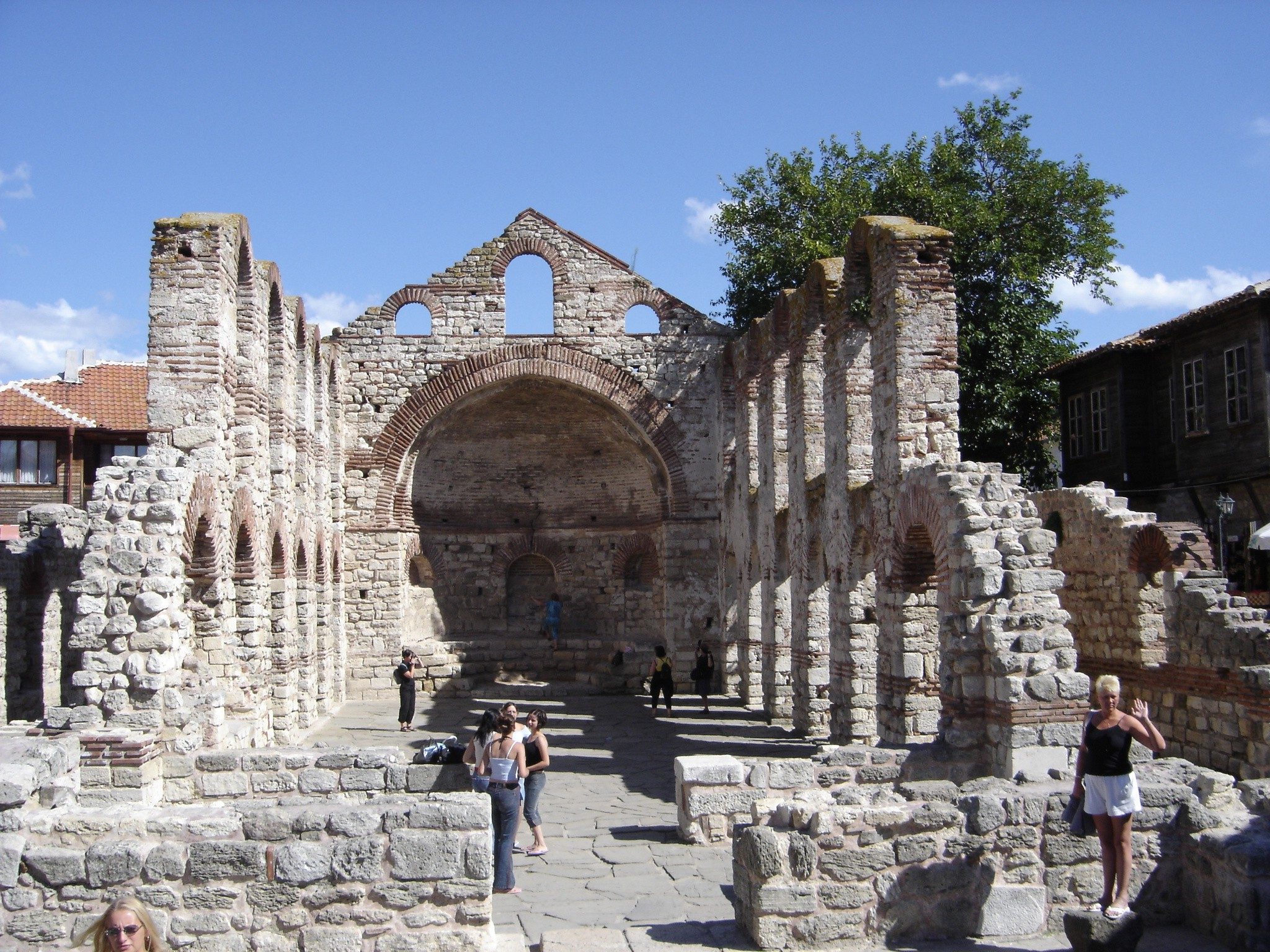
Церква базиліки Святої Софії (V—VI ст.), Несебр

Борис I вважав, що культурного прогресу, суверенітету та престижу християнської Болгарії можна досягти завдяки освіченому духовенству, яким керує автокефальна церква. З цією метою він маневрував між Константинопольським патріархом та Римським Папою протягом п'яти років, поки у 870 р. н. е. Четвертий Константинопольський Собор не надав болгарам автономне болгарське архиєпископство. Місце архиєпископства було в столиці Болгарії Плішці, а єпархія охоплювала всю територію болгарської держави. Перетягування каната між Римом і Константинополем було вирішено шляхом передачі болгарської архиєпископії під юрисдикцію Константинопольського патріарха та православної церкви, від якої вона отримала свого першого предстоятеля, духовенство та богословські книги.
Хоча архиєпископство користувалося повною внутрішньою автономією, цілі Бориса I навряд чи були виконані. Грецька літургія, пропонована візантійським духовенством, не сприяла ні культурному розвитку болгар, ні консолідації Болгарської імперії; врешті-решт це призвело б до втрати як самобутности народу, так і державности Болгарії. Слідуючи візантійській теорії «Imperium sine Patriarcha non staret», яка говорила, що між Імперією та Патріархатом має існувати тісний зв'язок, Борис I привітав прибуття учнів нещодавно померлих святих Кирила та Мефодія в 886 році як можливість. Борис I дав їм завдання навчати майбутнє болгарське духовенство глаголицею та слов'янською літургією, підготовленою Кирилом. Літургія базувалася на простонародній мові болгарських слов'ян із регіону Салоніки. У 893 р. Борис I вигнав із країни грецьке духовенство і наказав замінити грецьку мову слов'яно-болгарською народною мовою.

### Автокефалія та Патріархат

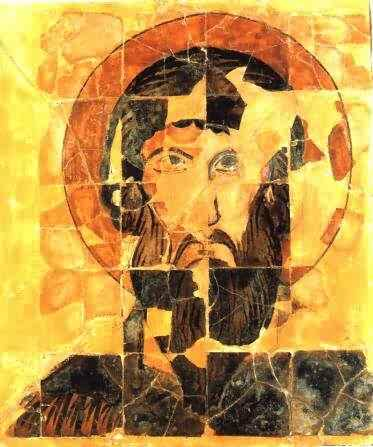
Керамічна ікона Святого Теодора, Преслав, бл. 900 р., Національний археологічний музей, Софія

Після двох вирішальних перемог Болгарії над візантійцями в Ахелу (поблизу сучасного міста Поморіє) та Катасиртаї (поблизу Константинополя) уряд оголосив автономне Болгарське архиєпископство автокефальним і підняв його до рангу Патріархату на церковно-національному соборі, який відбувся в 919 р. Після підписання Болгарією та Візантійською імперією у 927 р. мирного договору, що завершив 20-річну війну між ними, Константинопольський патріархат визнав автокефальний статус Болгарської православної церкви та визнав її патріаршу гідність.
Болгарський патріархат був першою автокефальною слов'янською православною церквою, що передувала автокефалії Сербської православної церкви (1219) на 300 років, а Російської православної церкви (1596) приблизно на 600 років. Це був шостий Патріархат після Пентархійських патріархатів Риму, Константинополя, Александрії, Антіохії та Єрусалиму. Місцем перебування Патріархату була нова столиця Болгарії Преслав. Патріарх, ймовірно, проживав у місті Драстар (Силістра), старому християнському центрі, який відзначався своїми мучениками та християнськими традиціями.

### Охридське архиєпископство

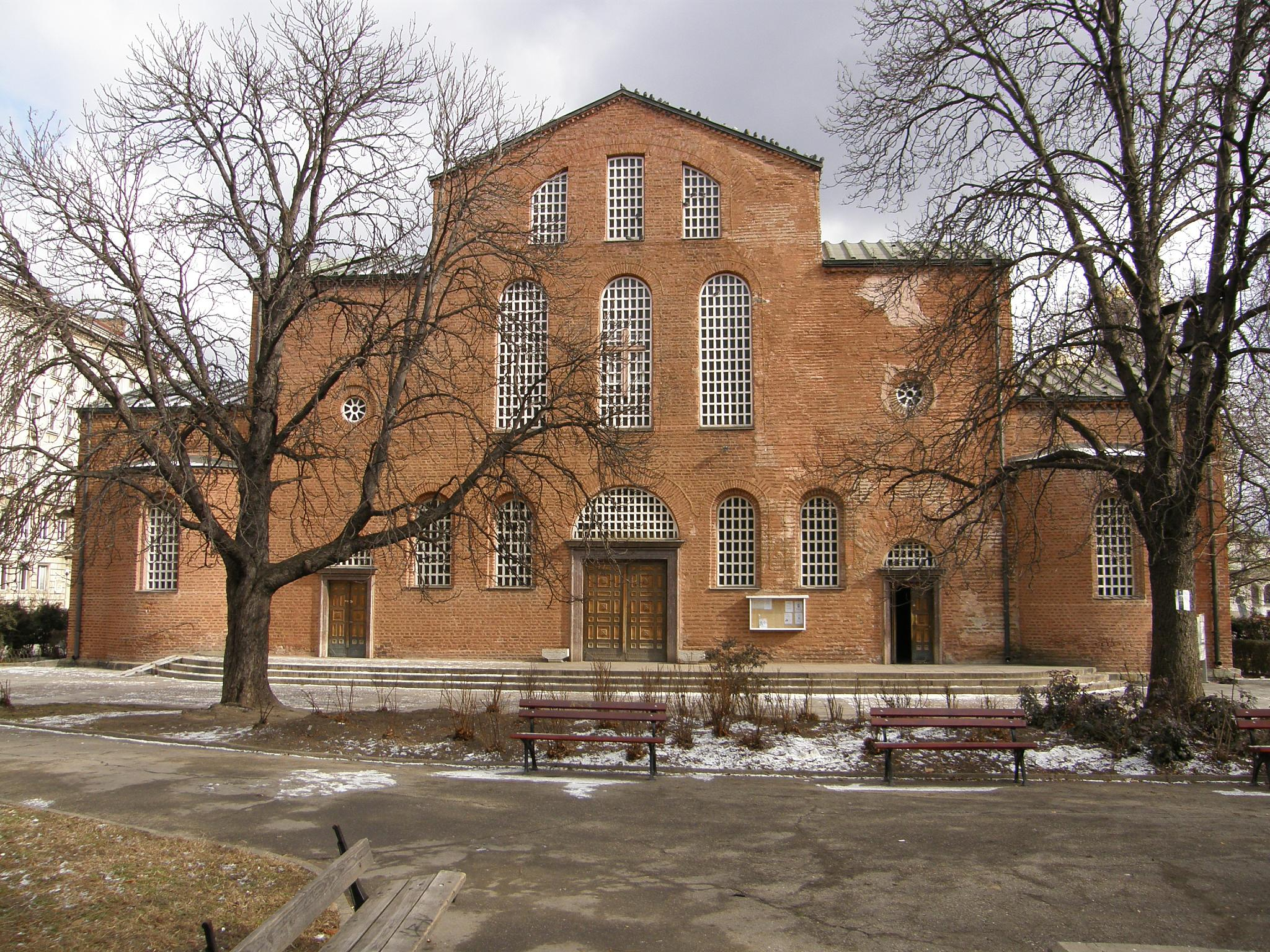
Церква базиліки Святої Софії (IV—VI століття), Софія

5 квітня 972 року візантійський імператор Іоанн Цімісцій завоював і спалив Преслав, і захопив у полон болгарського царя Бориса II. Патріарху Дамяну вдалося врятуватися спочатку до Средеца (Софія) на заході Болгарії. У наступні роки резиденція болгарських патріархів залишалася тісно пов'язаною з подіями у війні між наступною болгарською царською династією Комітопулі та Візантійською імперією. Патріарх Герман послідовно проживав у середньовічних болгарських містах Маглен (Альмопія) та Воден (Едеса) (обидва на сьогоднішній північно-західній Греції) та Преспа (на сучасному півдні Північної Македонії). Близько 990 р. наступний патріарх Філіп переїхав до Охриду (на сучасному південному заході Північної Македонії), який став постійним місцем перебування Патріархату.
Після того, як Болгарія потрапила під візантійське панування в 1018 р., імператор Василій II Булгароктонос («вбивця булгар») визнав автокефальний статус Болгарської православної церкви. Спеціальними грамотами (королівськими декретами) його уряд встановлював свої межі, єпархії, майно та інші привілеї. Він позбавив церкву патріаршого титулу і знизив до рангу архиєпископства. Хоча першим призначеним архиєпископом (Іоанном Дебарським) був болгарин, його наступники, як і все вище духовенство, були обрані з Візантії. Монахи та звичайні священники продовжували бути переважно болгарами. Значною мірою архиєпископство зберегло свій національний характер, підтримувало слов'янську літургію та продовжувало свій внесок у розвиток болгарської літератури. Автокефалія Охридської архиєпископії залишалася поважною у періоди візантійського, болгарського, сербського та османського панування. Церква продовжувала існувати доти, доки її незаконно не було скасовано в 1767 році.

### Тирновський патріархат
В результаті успішного повстання братів Петра IV та Івана Асена I в 1185/1186 рр. основи Другої Болгарської імперії були закладені з Тирново як її столицею. Слідуючи принципу Бориса І про те, що суверенітет держави нерозривно пов'язаний з автокефалією Церкви, обидва брати негайно вжили заходів для відновлення Болгарського патріархату. Для початку вони заснували незалежну архиєпископію в Тирново в 1186 році. Боротьба за визнання архиєпископства відповідно до канонічного порядку та підвищення до рангу Патріархату тривала майже 50 років. За прикладом Бориса I болгарський цар Калоян роками маневрував між Константинопольським патріархом та папою Інокентієм III. Нарешті, в 1203 р. останній проголосив тарновського архиєпископа Василя «Предстоятелем і архиєпископом усієї Болгарії та Валахії». Союз з Римо-Католицькою Церквою тривав близько трьох десятиліть.

Цар Іван Олександр (1331—1371), ілюстрація з чотирьох євангелій царя Івана Олександра (Лондонське Євангеліє), бл. 1356, Британська бібліотека

За правління царя Івана Асена II (1218—1241) були створені умови для припинення унії з Римом і визнання автокефального статусу Болгарської православної церкви. У 1235 році в місті Лампасакос був скликаний церковний собор. Під головуванням Константинопольського патріарха Германа II та за згодою всіх східних патріархів собор підтвердив патріаршу гідність Болгарської православної церкви та посвятив болгарського архиєписопа Германа Патріархом.
Незважаючи на скорочення єпархії Тирновського патріархату наприкінці 13 століття, її авторитет у східно-православному світі залишався високим. Тирновський патріарх підтвердив патріаршу гідність Сербської православної церкви в 1346 році, незважаючи на протести Константинопольського патріархату. Тирнівська літературна школа розвинулась під крилом Патріархату в XIV столітті, в ній працювали вчені рангу патріарха Євтимія, Григорій Цамблак та Костянтин Костенецький. Значний розквіт відзначений у галузях літератури, архітектури та живопису; процвітала також релігійно-богословська література.
У 1393 році Тирново потрапило під панування Османської імперії, керівники якої відправили патріарха Євтимія у вигнання, а автокефальна церковна організація була знову зруйнована. Болгарська єпархія була підпорядкована Константинопольському патріархату. Інший болгарський релігійний центр — Охридська архиєпископія — прожив до 1767 року як оплот віри та благочестя.

### Османське панування
Оскільки османи були мусульманами, період османського панування був найважчим в історії Болгарської православної церкви, рівною мірі, як був найважчим в історії болгарського народу. Під час та відразу після османського завоювання їх сили знищили значну кількість болгарських церков та монастирів на південь від річки Дунай, включаючи Патріарший соборний храм Святого Вознесіння Господнього у Тирново. Деякі з уцілілих споруд були переобладнані під мечеті. Багато духовенства було вбито, тоді як інтелігенція, пов'язана з Тарновською літературною школою, втекла на північ від Дунаю, де болгарські бояри продовжували панувати в сусідній Валахії, а також у Молдавії та Росії, обох православних християнських регіонах.

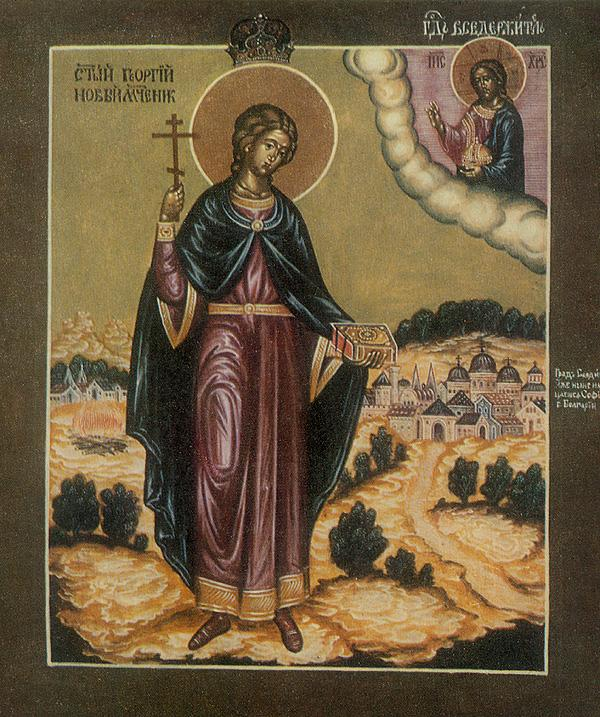
Святого Георгія, мученика Софії, ікона XIX століття

Мученики до церкви були скоєні під час насильницького переходу в іслам багатьох районів та майже всіх великих міст болгарських провінцій Османської імперії. Георгій Кратовий († 1515), Миколай Софійський († 1515), «Дамаскін Габровський» († 1771), «Свята Злата Мугленська» († 1795), «Святий Іоанн Болгарин» († 1515) 1814), святий Ігнатій Старозагорський († 1814), святий Онуфрій Габровський († 1818) та багато інших загинули, захищаючи свою християнську віру.
Після страти багатьох керівництв Болгарської православної церкви вона була повністю підпорядкована Константинопольському патріарху. Система проса в Османській імперії надала ряд важливих цивільних та судових функцій Константинопольському патріарху та єпархіальним митрополитам. Оскільки на початку османського панування вищі болгарські церковні клірики були замінені грецькими, болгарське населення зазнало подвійного гноблення — політичного османами та культурного грецького духовенства. З піднесенням грецького націоналізму у другій половині 18 століття духовенство нав'язувало грецьку мову та грецьку свідомість новій болгарській буржуазії. Вони використовували Константинопольський патріархат для асиміляції інших народів. Наприкінці 18 — на початку 19 століття духовенство відкрило численні школи із загальною програмою навчання грецькій мові; вони майже заборонили болгарськомовну літургію. Ці дії загрожували виживанню болгар як окремої нації та народу зі своєю, самобутньою національною культурою.
Протягом століть османського панування православні монастирі сприяли збереженню болгарської мови та болгарської національної свідомості. Особливо важливими були монастирі Зограф та Гіландар на Афоні, а також монастирі Рила, Троян, Етрополе, Дряново, Черепіш та Драгалевці в Болгарії. Ченцям вдалося зберегти свій національний характер у монастирях, продовжуючи традиції слов'янської літургії та болгарської літератури. Вони продовжували експлуатувати монастирські школи та проводили інші освітні заходи, яким вдалося підтримати полум'я болгарської культури.

### Болгарський екзархат

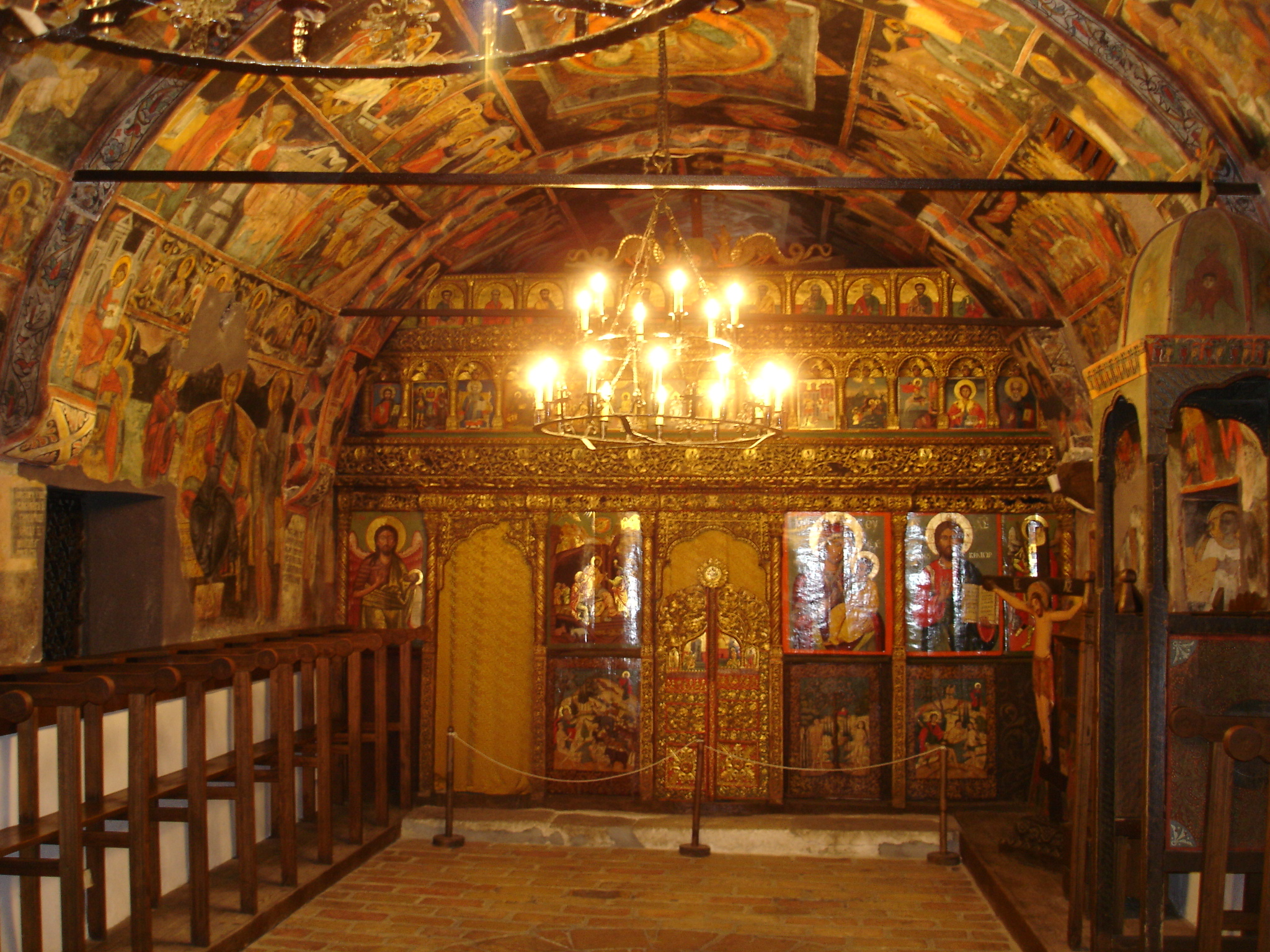
Церква 17 століття в Арбанасі.

У 1762 р. Преподобний Паїсій Гілендарський (1722—1773), монах з південно-західного болгарського міста Банско, написав коротку історичну працю. Це була перша праця, написана сучасною болгарською народною мовою, а також перший заклик до національного пробудження. В «Історії слов'яно-болгар» Пайсій закликав своїх співвітчизників відмовитись від підкорення грецькій мові та культурі. Прикладу з Паїсієм наслідував ряд інших активістів, серед яких святий Софроній Врачанський (1739—1813), ієромонах Спиридон Габровський, ієромонах Йоаким Карчовський (пом. 1820), ієромонах Кирило Пейчинович (пом. 1845).
Невдоволення верховенством грецького духовенства почало спалахувати в кількох болгарських єпархіях ще в 1820-х роках. Лише в 1850 р. Болгари розпочали цілеспрямовану боротьбу проти грецьких священнослужителів у ряді єпископств, вимагаючи заміни їх на болгарські. На той час більшість болгарських священнослужителів усвідомили, що подальша боротьба за права болгар в Османській імперії не може мати успіху, якщо їм не вдасться отримати певну ступінь автономії від Константинопольського патріархату. Оскільки османи ототожнювали національність з релігією, а болгари були східними православними, османи вважали їх частиною Рум-Мілет, тобто греками. Щоб здобути болгарські школи та літургію, болгарам потрібно було створити незалежну церковну організацію.
Боротьба між болгарами, очолюваними Неофітом Бозвелі та Іларіоном Макаріопольським, та греками загострилася протягом 1860-х років. До кінця десятиліття болгарські єпископства вислали більшість грецьких священнослужителів, таким чином, вся північна Болгарія, а також північні частини Тракії та Македонії фактично відокремилися від Патріархату. Османський уряд відновив Болгарський патріархат під назвою «Болгарський екзархат» указом (ферманом) султана, проголошеним 28 лютого 1870 р. Оригінальний екзархат поширювався на сучасну північну Болгарію (Мізію), Тракію без Вілаєту Адріанополь, а також над північно-східною Македонією. Після того, як християнське населення єпископатів Скоп'є та Охрид у 1874 р. Переважно проголосувало за приєднання до Екзархату (Скоп'є на 91 %, Охрид на 97 %), Болгарський екзархат отримав контроль над усією Вардарською та Пірінською Македонією. Болгарський екзархат був частково представлений у південній Македонії та Вілаеті Адріанополя вікаріями. Таким чином, кордони Екзархату охоплювали всі болгарські райони Османської імперії.

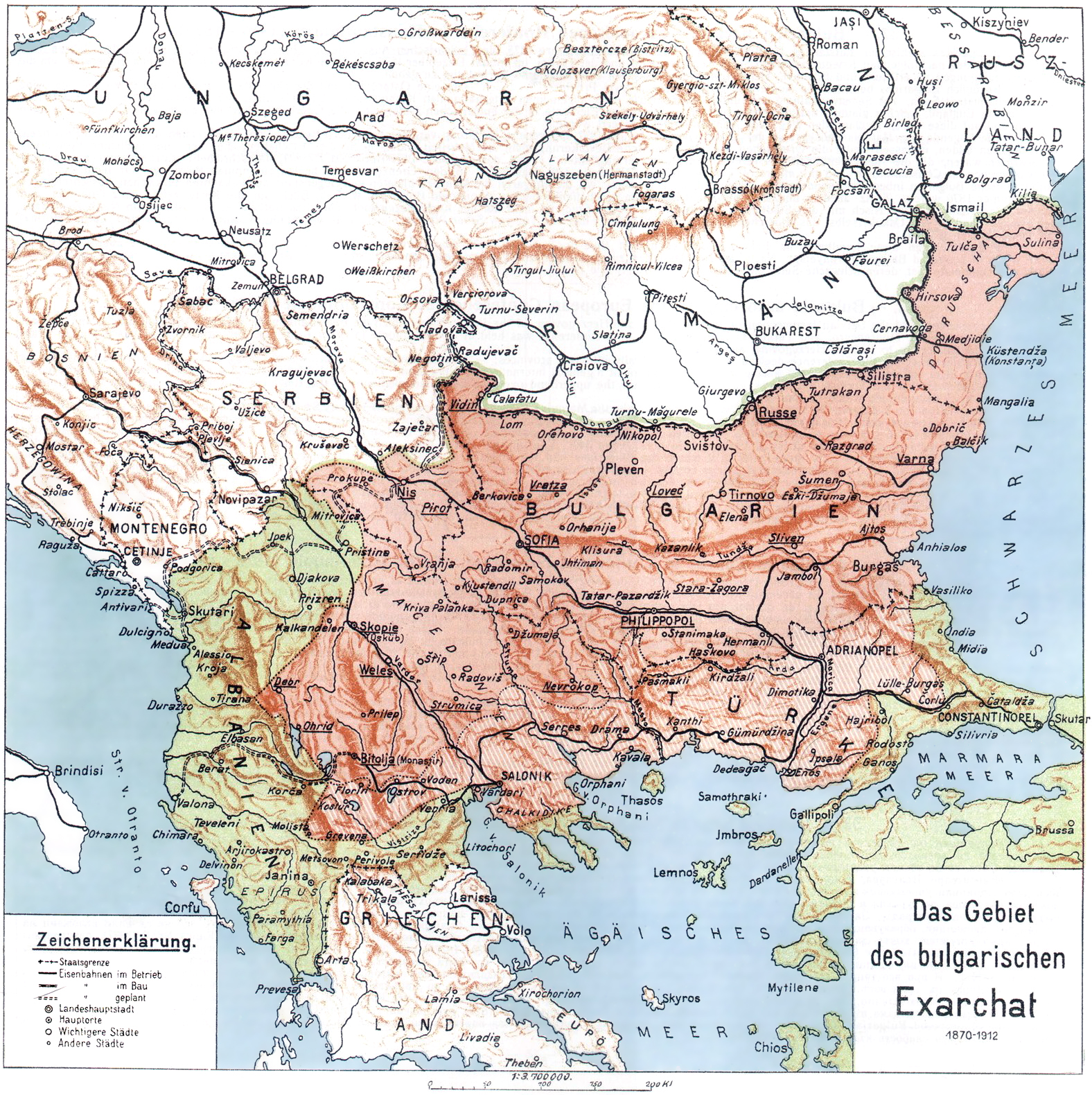
Карта Болгарського екзархату (1870—1913).

Константинопольський патріархат виступив проти цієї зміни, негайно оголосивши Болгарський екзархат схизматиком та його прихильниками єретиками. Хоча статус та керівні принципи Екзархату відображали канони, Патріархат стверджував, що «здача православ'я етнічному націоналізму» була по суті проявом єресі. [Джерело?]
Першим болгарським екзархом був Антим I, який був обраний Священним Синодом Екзархату в лютому 1872 р. Він був звільнений османським урядом відразу після початку російсько-турецької війни 24 квітня 1877 р. І був відправлений до заслання в Анкару. Його наступнику Йосифу І вдалося розвинути та значно розширити свою церковну та шкільну мережу в Болгарському князівстві, Східній Румелії, Македонії та Адріанопольському Вілаеті. У 1895 р. Тирновська конституція офіційно встановила Болгарську православну церкву як національну релігію нації. Напередодні Балканських воєн у Македонії та Адріанопольському вілаеті Болгарський екзархат мав сім єпархій з прелатами та ще вісім з виконуючими обов'язки голови та 38 вікаріатів; 1218 парафій та 1212 парафіяльних священників; 64 монастирі та 202 каплиці; а також з 1373 шкіл з 2266 вчителями та 78854 учнями.
Після Першої світової війни в силу мирних договорів Болгарський екзархат був позбавлений своїх єпархій в Македонії та Егейській Тракії. Екзарх Йосиф I перевів свої офіси зі Стамбула до Софії ще в 1913 році. Після смерті Йосипа I у 1915 році Болгарська православна церква не могла обирати свого постійного главу протягом загальних трьох десятиліть.

### Друга реставрація Болгарського патріархату

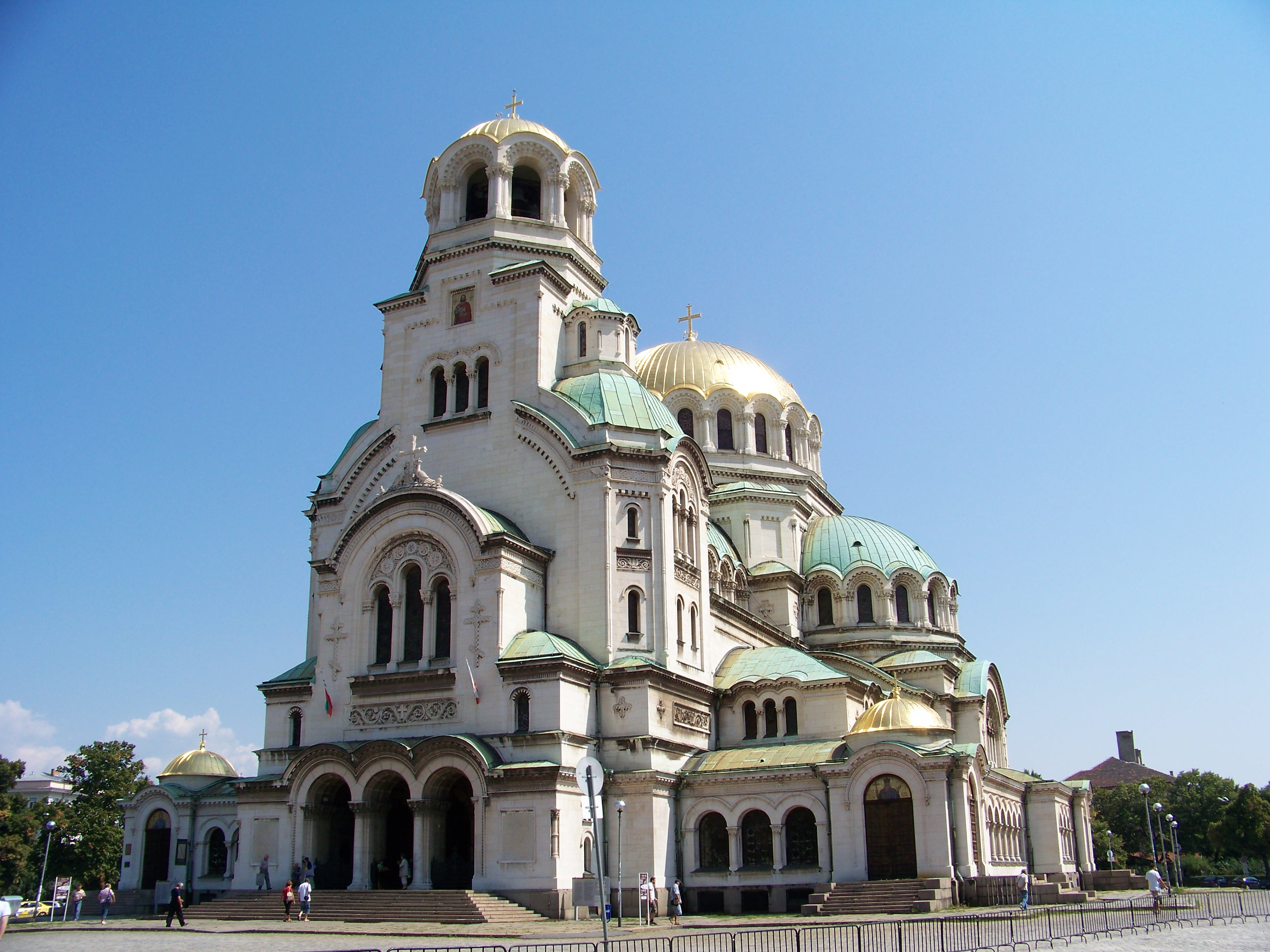
Софійський патріарший собор, св. Олександра Невського

Умови для відновлення Болгарського патріархату та обрання глави Болгарської церкви були створені після Другої світової війни. У 1945 р. розкол був подоланий, і Константинопольський патріарх визнав автокефалію Болгарської церкви. У 1950 році Священний Синод прийняв новий Статут, який відкрив шлях до відновлення Патріархату, а в 1953 році обрав митрополита Пловдивського, Кирила, Болгарським патріархома. Після смерті патріарха Кирила в 1971 році на його місце був обраний митрополит Ловецький Максим, який керував церквою до його смерті в 2012 році. 10 листопада 2012 року тимчасовим керівником для організації виборів було обрано митрополита Варненського і Великого Преслава Кирила новим патріархом протягом чотирьох місяців. На церковному соборі, скликаному для обрання нового патріарха 24 лютого 2013 року, митрополит Русенський, Неофіт був обраний патріархом Болгарської православної церкви з 90 голосами проти 47 за митрополита Ловецького Гавриїла.

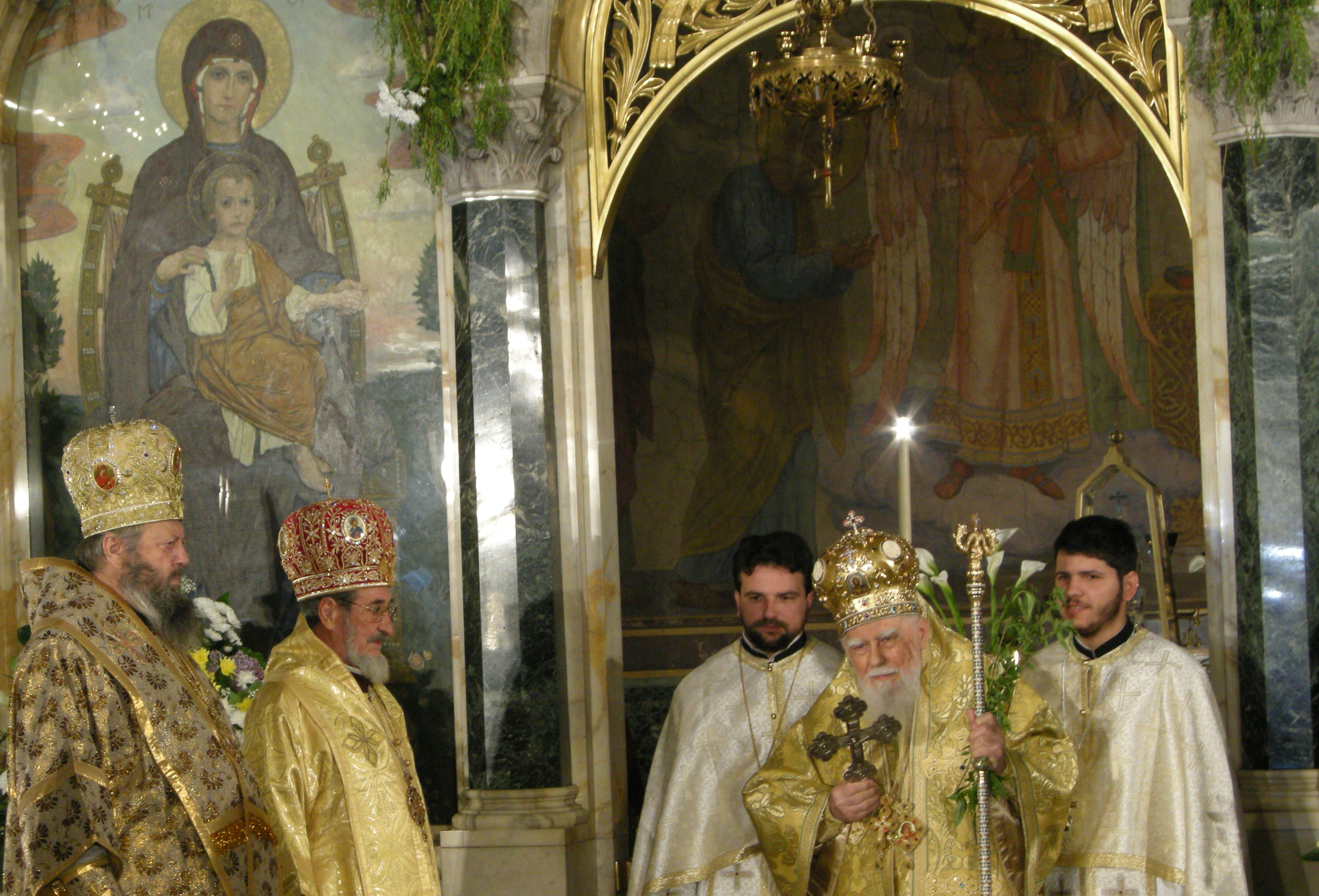
Святіший Максим, покійний патріарх Болгарії та митрополит Софійський.

За часів комунізму (1944–89) правителі Болгарії працювали над контролем, а не над руйнуванням церкви. Проте перші повоєнні роки були тривожними для церковних ієрархів. Протягом 1944-47 рр. Церква була позбавлена юрисдикції у шлюбі, розлученні, видачі свідоцтв про народження та смерть та інших місцях, які були таїнствами, а також державними подіями. Комуністи вилучили вивчення катехизису та історії церкви зі шкільних програм. Вони створили антирелігійну пропаганду і переслідували деяких священників. У 1947-49 рр. був розпал кампанії по залякуванню церкви. На єпископа Бориса було здійснено вбивство; єгуменій Калістрат, адміністратор Рильського монастиря, був ув'язнений; та різних інших священнослужителів вбивали або звинувачували у злочинах проти держави. Незабаром комуністи замінили все духовенство, яке відмовлялось підтримувати політику режиму. Вони вигнали екзарха Стефана, який у 1948 році був співавтором книги, яка вважалася антикомуністичною.
З цього часу і до розпаду Радянського Союзу та закінчення комуністичного правління в 1989 р. Болгарська православна церква та Болгарська комуністична партія та державна безпека співіснували у тісному симбіотичному партнерстві, в якому кожна підтримувала іншу. 11 (з 15) членів Священного Синоду Болгарської православної церкви працювали в комуністичній державній безпеці. Партія підтримала піднесення екзархату до рангу патріархату в травні 1953 року. Вшанування пам'яті 1970 року нагадало, що екзархат крім сучасної Болгарії (який зберігав свої юрисдикційні кордони до Першої світової війни) включав Македонію та Тракію. Поряд з іншими автокефальними православними церквами Болгарська православна церква не визнає автокефалії Македонської православної церкви.

### XXI століття

#### Відносини з Православною церквою України
У січні 2019 року у Болгарії визнання Православної церкви України спричинило конфлікт серед єпископів Православної церкви Болгарії, оскільки під час голосування синоду з українського питання 8 голосів на чолі з місцевим патріархом було «за» і 7 «проти» визнання ПЦУ. 27 листопада 2019 року в храмі св. Атанасія і свв. Акакія і Дамаскина Студита в Лангаді митрополит Пловдивський Миколай очолив богослужіння у співслужінні з митрополитом Філіппи, Неаполя і Тасоса Стефаном, єпископом Андріанопольським, ігуменом Рильського монастиря і місцевим митрополитом Ланкадським, Літійським і Рентининським Іоаном. Попри те, що літургію очолював гість, диякон зачитав місцевий диптих, до якого внесений і митрополит Київський Епіфаній.
Влітку 2024 року Болгарську православну церкву очолив проросійськи налаштований патріарх Даниїл.

## Організація та структура

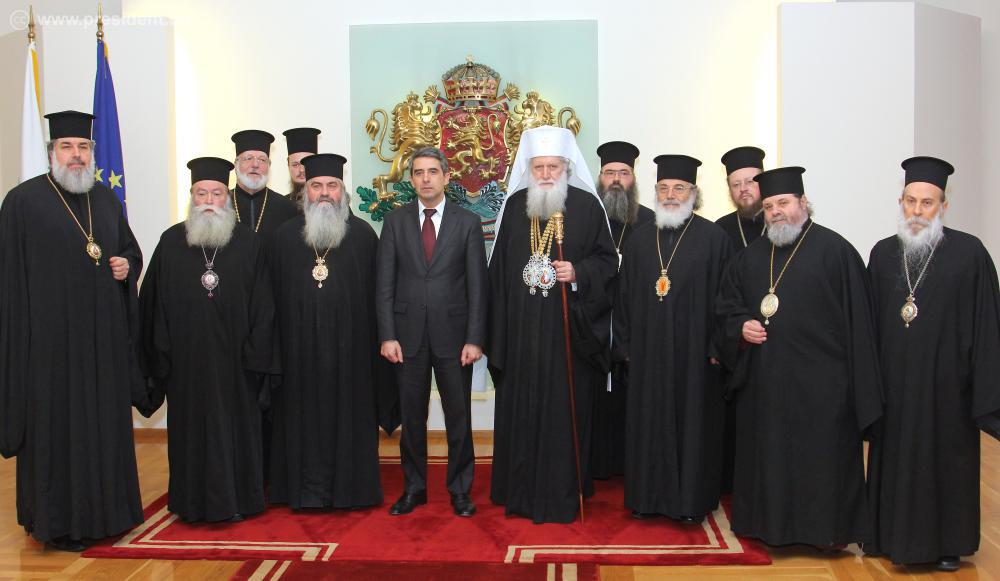
Священний Синод БПЦ на зустрічі з Президентом Болгарії Росеном Плевнелієвим (2013)

Відповідно до її Статуту: «Болгарська православна церква — Болгарський патріархат є невіддільним членом Єдиної Святої, Соборної та Апостольської Церкви, що має своїм вічним і вічним Головою свого Божественного Засновника, Господа нашого Ісуса Христа і керується Духом Святим, що живе в ній».
Основою структури та управління Болгарської православної церкви — Болгарського патріархату є: Святе Письмо, Святе Передання, Правила Святих Апостолів, Священні Канони Вселенських і Помісних Соборів, вчення Святих Отців та чинний Статут.
Вищим керівним органом Болгарської православної церкви — Болгарського патріархату є Священний Синод (базується в Софії), який складається з Болгарського патріарха та єпархіальних митрополитів.
Патріарший собор святого Олександра Невського має статус ставропігійного храму.

### Устрій

Болгарський хрест

Юрисдикція Болгарської православної церкви поширюється на територію Болгарії, а також низку єпархій в Європі, Америці та Австралії.
Єпископат Болгарської православної церкви нараховує 29 архиєреїв. Резиденція патріарха Болгарського — катедральний собор Александра Невського в Софії.
Болгарська православна церква нараховує 15 митрополій, 13 з них перебувають в Болгарії і 2 поза її межами: Болгарська східно-православна єпархія у США, Канаді та Австралії та Болгарська східно-православна єпархія у Західній та Середній Європі.
В єпархіях Болгарської православної церкви налічується 2600 парафій і служить більше 1500 священників. Крім того, у церкви є 120 діючих монастирів, у яких проживає більше 400 чернець і черниць.
На Атосі знаходиться болгарський монастир — Зографу.
У Болгарії діють 2 семінарії (в Пловдиві і Софії) і богословські факультети в Софійському університеті і Свято-Кирило-Мефодієвському університеті в Велико Тирново.
Число вірян — 8 млн чоловік.
Кожною єпархією Болгарської православної церкви керує власний єпископ, який носить титул митрополита.

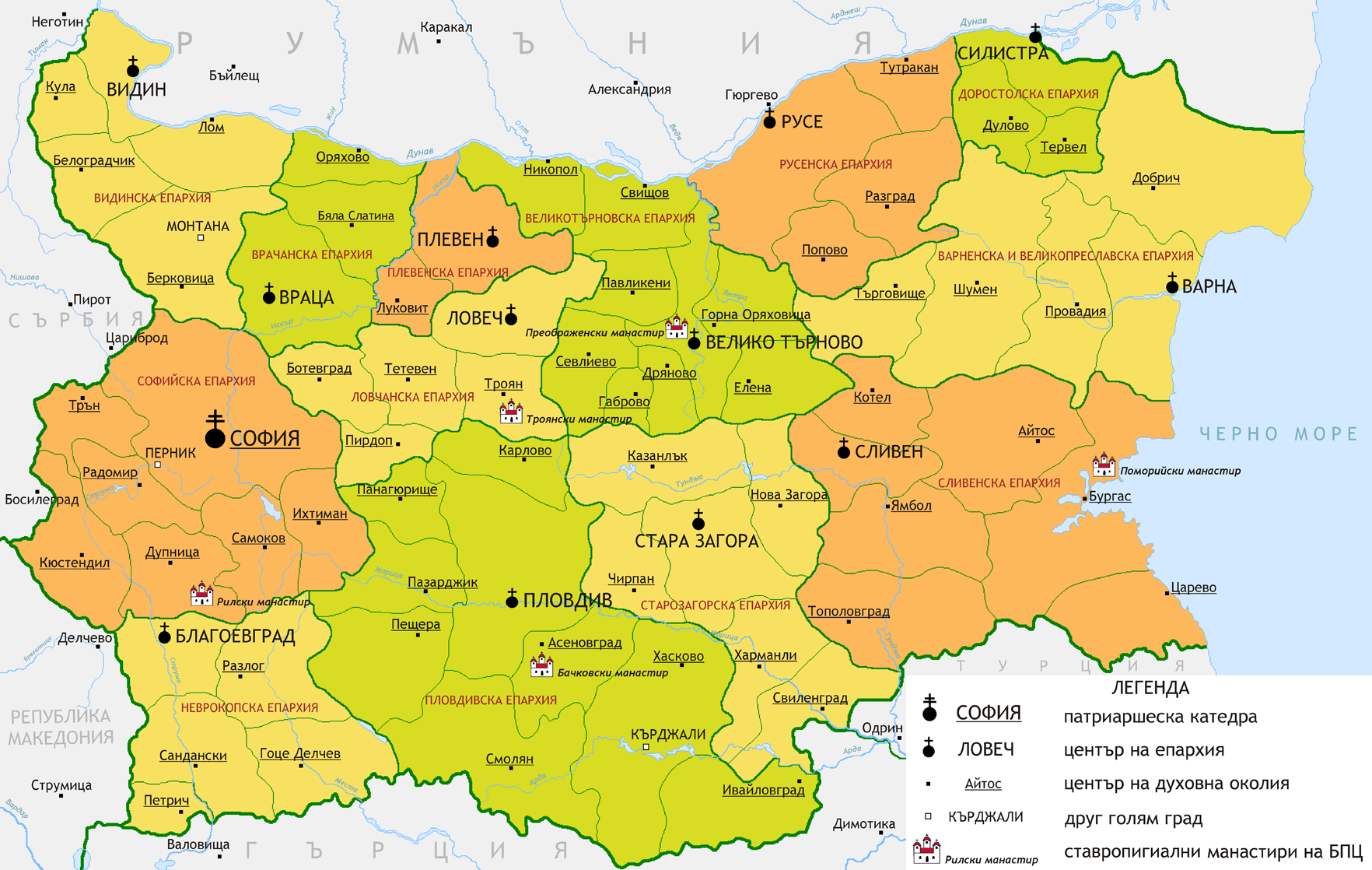
Епархії Болгарської православної церкви

У Болгарській православній церкві є також єпископи без єпархій. Усі вони, без Білоградчика, Знеполя та Смоленська, носять титули давніх жебрацьких єпархій на болгарських землях. Ці єпископи служать вікарними єпископами одного з митрополитів або патріархом, настоятелями монастирів або займають різні посади в адміністрації Болгарської православної церкви.

### Духовенство і церковнослужителі
Богослужіння в церкві можуть виконувати лише чоловіки, спеціально підготовлені, відібрані та висвячені до відповідної міри.
Єпископи Болгарського патріархату:
- митрополити (владики) — єпископи, які мають верховну владу в управлінні певною єпархією. Собор усіх 15 митрополитів БПЦ називається Священним Синодом — верховним урядом БПЦ. Чотири митрополити, обрані строком на чотири роки, утворюють постійну присутність або так званий «скорочений склад» Священного Синоду. Головою Священного Синоду є Патріарх, а за його відсутности або вдівства Патріаршого Престолу заступник Патріарха, який, як правило, є Старшим Митрополитом;
- єпископи без єпархії — займають вищі керівні посади в Церкві, в більшості випадків — є вікаріями (помічниками) митрополитів. Вони названі на честь давніх церковних єпархій, яких сьогодні не існує.

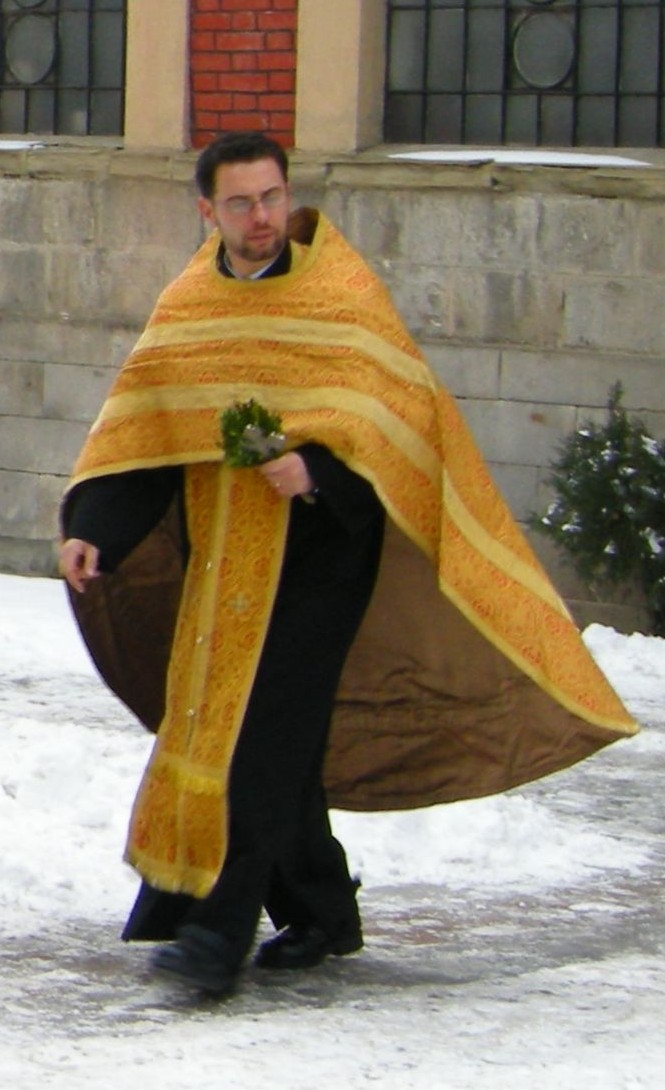
Болгарський священник

У Болгарському патріархаті є два типи духовенства — біле духовенство та монашеське (чорне) духовенство.
Біле духовенство складається з дияконів і священників, які не дали обітниці безшлюбности і живуть у церковному шлюбі.
Перед висвяченням БПЦ вимагає, щоб дружини кандидатів підписали нотаріально засвідчену декларацію, що вони погоджуються на висвячення свого чоловіка на диякона та священника і будуть слідувати за ним там, де його посада священника зобов'язує жити.
Монастирське (чорне) духовенство складається з ченців — людей, які не вступають у цивільний та церковний шлюб, даючи обітницю невинности, покори та послуху.

## Святі
В останньому церковному календарі «Житія святих», опублікованому Синодальним видавництвом в Софії, 85 осіб болгарського походження прямо згадуються як болгарські православні святі.
У 1943 р н. е. Филаретов опублікував «Житіє болгарських святих», в якому розповідається про 37 значних болгарських святих. У церковному календарі від 1979 року відмічено 57.
Чому 122 або 200 святих перераховані по іменах нижче, що набагато більше, ніж вказано вище? Кожна статистична довідка, особливо про святих, має свої недоліки. По-перше, спірне питання про національність деяких святих. Болгарська Церква, як і всі Православні Церкви, з перших років свого існування почитала величезна кількість людей як святих, незалежно від їх національности. Питання про їх кількість вважається абсолютно зайвим — «Один Бог знає всі їхні імена» — так вважає Церква з часів святого Діонісія Ареопагіта.
Тут наведено імена як болгар за національністю, так і імена святих, в основному пов'язаних з болгарської історією.
Спірне питання про те, хто, коли і правильно назвав історичного (а може бути, вигаданого) людини «святим». Складний і питання про канонізацію святих.
Багато дані церковної літератури з різних причин часто не збігаються з даними історичної науки, хоча і там вони часто змінюються або іноді ставляться під сумнів. Одні святі значніше і відоміший, а інші — не так популярні, як в Болгарії, так і в інших православних країнах. Наприклад, Іван Рильський завжди присутній в календарях Московського Патріархату, але інші болгарські святі зустрічаються рідко.
У Болгарії, навіть при правителях Крам і Омуртаг, шанувалися люди, які відстоювали свою християнську віру, такі як Терапонтій, Васа Солунського, Еміліан Доростольський, П'ятнадцять мучеників Тиверіадського, Давид Солунський, Георгій Загорський, Петар Магленскій і Боян-Княн-Княн-Княн деякі інші. Біля витоків культу того чи іншого святого найчастіше лежить його коротка або довга біографія. Архиєпископ Теофілакт Охридский, якого іноді вважають і зображують святих, але частіше за все називають «блаженним», написав житія Климента Охридського і 15 мучеників Тиверіадського на болгарських, пізніше загублених текстах. Заслуга в пошуках болгарських святих належить батькові Паїсій Хилендарський, офіційно канонізованому Патріархом Кирилом в залі митрополії в Софії 23 грудня 1962 року. Паїсій пише: «і в багатьох місцях Болгарії, де багато старих болгар. книги. Я не знайшов більше написаного про болгарських королях. Для деяких святих є довга біографія, але тут я написав коротко, досить, щоб зібрати всіх разом в короткій історії, щоб все болгари знали, скільки у них святих з болгарської сім'ї… Тут написано 58, так багато було знайдено.»). У списку болгарських святих, складеному Йорданом Івановим після Зографское історії (Й. Іванов, «Болгарські старожитності в Македонії», Софія, 1931, стор. 641—642), зазначено 41 ім'я.
Особливо багато болгарських «новомучеників, жертв турків» з'явилося під час османського панування. У період З 1453 по 1867 роки на Балканському півострові відомі імена близько 175 новомучеників. Їх культ пов'язаний з хвилями ісламізації на православних землях султана. Імена та короткі біографії болгарських святих з'являються на початку 19 століття в мальовничих скитах і в друкованих календарях. Там, як і в новітніх болгарських календарях, в тому числі В Інтернеті досить часті суперечливі дані, наприклад, що стосуються дат святкування деяких святих. Особливо інформативна книга Асена Васильєва «Болгарські святі в образотворчих мистецтвах», Софія 1987 р а також Hr. Попов, «Житія шанованих Православною церквою святих», С. 1930.
У разі розбіжностей в іменах найбільш популярне і найбільш очевидне номінальне ім'я знаходиться на першому місці в списку нижче. На першому місці дата святкування за останнім календарем Синодального видавництва «Софія». Решта дати знаходяться в інших джерелах і календарях. Зірочкою відзначені дати святкування, взяті з «Народного календаря» готелю. Д. Панічков, Бреїла тисячу вісімсот шістьдесят дев'ять, що досить повно.